# Divya Bharti
Divya Om Prakash Bharti (* 25. Februar 1974 in Mumbai, Maharashtra; † 5. April 1993 ebenda) war eine indische Schauspielerin, die in vielen Filmindustrien Indiens erfolgreich war, u. a. in Bollywood.

## Leben
Bharti wurde am 25. Februar 1974 in Mumbai, Indien in eine Hindu-Familie geboren. Ihr Vater ist der Versicherungsbeamte Om Prakash Bharti und ihre Mutter ist seine zweite Frau, Meeta Bharti. Sie hatte einen jüngeren Bruder, Kunal, und zwei Halbgeschwister aus der ersten Ehe ihres Vaters. Sie sprach Hindi, Englisch und Marathi. Ihre Cousine zweiten Grades ist die Schauspielerin Kainaat Arora. Sie debütierte 2010 in Bollywood.
Bharti begann ihre Karriere 1990 mit dem Telugu Film Bobbili Raja. Ab 1992 bekam sie erste Rollen in Bollywood. Ihr erster Film war Vishwatma mit Sunny Deol. Zu ihren erfolgreichsten Filmen zählen Shola aur Shabnam mit Govinda und Deewana – Im Zeichen der Liebe mit Shah Rukh Khan. Für "Shola aur Shabnam" erhielt sie einen Filmfare Award.
Bharti starb am 5. April 1993 im Alter von nur 19 Jahren. Sie fiel aus dem 5. Stock ihres Apartments in Mumbai. Augenzeugen berichten gesehen zu haben, wie Bharti das Gleichgewicht verlor und stürzte. Ihr Tod wird fälschlicherweise als Mysterium bezeichnet, da einige Fans bis heute daran festhalten, dass es sich bei ihrem Sturz nicht um einen Unfall handelte.

## Karriere
Divya Bharti wurde 1988 entdeckt. Der Filmemacher und Bruder von Govinda hatte sie in seiner Nachbarschaft gesehen und unter Vertrag genommen. Zu diesem Zeitpunkt besuchte Bharti die neunte Klasse. Bharti verließ die Schule im Alter von 15 Jahren, um ins Filmgeschäft einzusteigen.
1990 wurde sie von einem südindischen Filmproduzenten für Bobbili Raja unter Vertrag genommen. Der Film wurde mit Bharti als Hauptdarstellerin veröffentlicht und war einer der erfolgreichsten Filme der Tollywood-Filmindustrie.
Nach mehreren erfolgreichen Filmen in Südindien, kehrte Bharti 1992 nach Mumbai, Bollywood zurück. Sie begann ihre Bollywood-Karriere mit dem Film Vishwatma. Der Film war nicht sehr erfolgreich, dennoch wurde Bhartis Leistung anerkannt. Im selben Jahr hatte sie ihre größten Erfolge mit den Filmen Shola aur Shabnam und Deewana – Im Zeichen der Liebe. Sie erhielt einen Filmfare Award. Sie hatte eine erfolgreiche Karriere und wurde als großes Nachwuchstalent in Indien gefeiert.
Ihr letzter Film war Kshatriya. Er wurde 1993, nur 10 Tage vor ihrem Tod, veröffentlicht.

## Privatleben
Nachdem Bharti zahlreiche Affären von der Presse nachgesagt worden waren, entschloss sie sich dem ein Ende zu bereiten, indem sie am 10. Mai 1992 den Filmproduzenten Sajid Nadiadwala heiratete, kurz nachdem sie 18 Jahre alt geworden war. Nach der Hochzeit änderte Bharti ihren Namen zu Sanah Nadiadwala, da Nadiadwala Muslim ist und sie ihn mit einem hinduistischen Namen nicht heiraten konnte. Sie arbeitete weiter unter dem Namen Divya Bharti. Ob Bharti zum Islam konvertierte ist unklar, dennoch wird angenommen, dass sie ihren Hindu-Glauben beibehielt, da sie sehr gläubig war und weiterhin Hindu-Tempel in Mumbai besuchte.

## Tod
Um Mitternacht am 5. April 1993 fiel Bharti vom 5. Stock ihres Apartments in Mumbai. Es folgte eine Reihe von Spekulationen der Presse, die darüber diskutierte, ob Bharti an einem Unfall, Selbstmord oder sogar Mord gestorben war. Die Polizei fand keine Indizien für Mord und beendete die Ermittlungen 1998. Auch Bhartis Familie und Freunde halten ihren Tod für einen Unfall und schließen Selbstmord aus. Wenige Tage nach ihrem Tod wurde Bharti in einer hinduistischen Zeremonie eingeäschert.
Ihre letzten zwei Filme, Rang – Die Farben der Liebe und Shatranj, wurden Monate nach ihrem Tod veröffentlicht und ihr gewidmet. Zum Zeitpunkt ihres Todes hatte Bharti zahlreiche Filmshootings begonnen, die nicht vollständig waren und daher von anderen Schauspielerinnen neu gedreht werden mussten. Einzig der südindische Film Tholi Muddu wurde veröffentlicht, obwohl Bharti ihn nicht beenden konnte. Die Szenen, die noch ausstanden, wurden von der Schauspielerin Rambha vervollständigt, da diese Bharti ähnelte.

## Filmografie
- 1990: Bobbili Raja
- 1990: Nila Penne
- 1991: Naa Ille Naa Swargam
- 1991: Rowdy Alludu
- 1991: Assembly Rowdy
- 1992: Dharma Kshetram
- 1992: Vishwatma
- 1992: Geet
- 1992: Dein Herz kennt die Wahrheit (Dil Aashna Hai)
- 1992: Dushman Zamana
- 1992: Balwaan
- 1992: Deewana – Im Zeichen der Liebe
- 1992: Chittemma Mogudu
- 1992: Jaan Se Pyaara
- 1992: Shola Aur Shabnam
- 1992: Dil Ka Kya Kasoor
- 1992: Dil Hi To Hai
- 1993: Kshatriya
- 1993: Tholi Muddu
- 1993: Rang
- 1993: Shatranj

## Nachweise
1. ↑  http://bollyspice.com/7597/remembering-divya-bharti
2. ↑  Archivierte Kopie (Memento des Originals vom 15. August 2013 im Internet Archive)  Info: Der Archivlink wurde automatisch eingesetzt und noch nicht geprüft. Bitte prüfe Original- und Archivlink gemäß Anleitung und entferne dann diesen Hinweis.
3. ↑  http://www.dnaindia.com/entertainment/report-shah-rukh-khan-s-autobiography-twenty-years-in-a-decade-to-release-soon-1552261
4. ↑  http://www.rediff.com/movies/slide-show/slide-show-1-death-anniversary-of-divya-bharti-and-kurt-cobain/20110405.htm
5. ↑  Archivierte Kopie (Memento des Originals vom 4. November 2013 im Internet Archive)  Info: Der Archivlink wurde automatisch eingesetzt und noch nicht geprüft. Bitte prüfe Original- und Archivlink gemäß Anleitung und entferne dann diesen Hinweis.
6. ↑  Archivierte Kopie (Memento des Originals vom 6. November 2013 im Internet Archive)  Info: Der Archivlink wurde automatisch eingesetzt und noch nicht geprüft. Bitte prüfe Original- und Archivlink gemäß Anleitung und entferne dann diesen Hinweis.
7. ↑  Archivierte Kopie (Memento des Originals vom 14. Oktober 2013 im Internet Archive)  Info: Der Archivlink wurde automatisch eingesetzt und noch nicht geprüft. Bitte prüfe Original- und Archivlink gemäß Anleitung und entferne dann diesen Hinweis.